# Tarrocanus
Tarrocanus là một chi nhện trong họ Thomisidae.